# Mercado Modelo (Salvador de Bahía)
El Mercado Modelo es un mercado de artesanía localizada en la ciudad de Salvador, estado de Bahía, en Brasil. Situado en el barrio del Comercio, una de las zonas comerciales más antiguas y tradicionales de Salvador. Se constituye en importante atracción turística, visitado por 80% de los turistas de la ciudad. Delante de la Bahía de Todos Santos, es vecino del Ascensor Lacerda y del Centro Histórico (que incluye el Pelourinho). En arquitectura del estilo neoclásico, la edificación es tombada por el Instituto del Patrimonio Histórico y Artístico Nacional (IPHAN).
Con 8.410 metros cuadrados y dos pavimentos, abriga 263 tiendas que ofertan la mayor variedad de artesanía, regalos y recuerdos de Bahía, contando con dos de los más tradicionales restaurantes de culinaria baiana, Maria de São Pedro, con ochenta años de existencia y el Camafeu de Oxossi.

## Historia

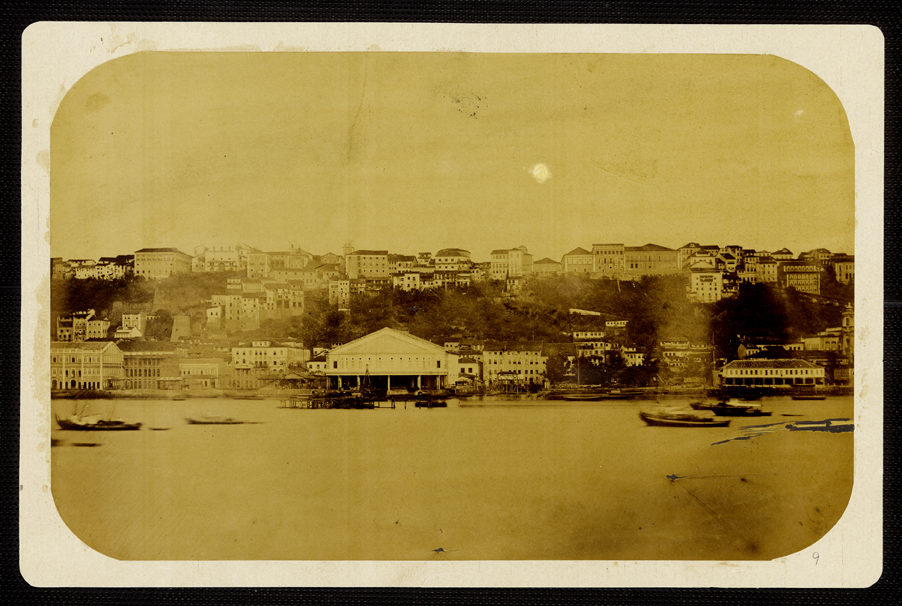
Barrio del Comercio el, al centro el edificio cuando funcionaba como alfândega.

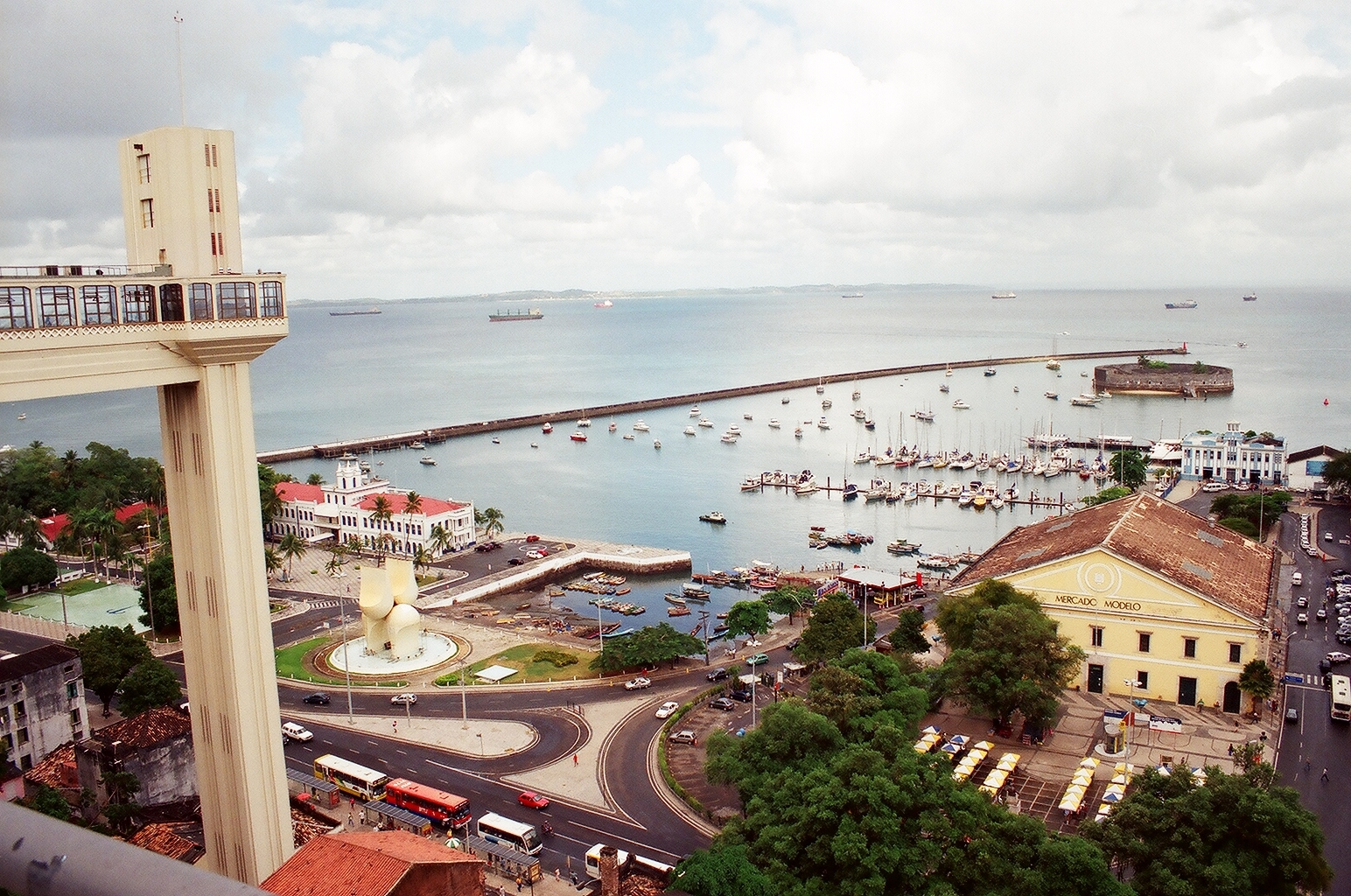
En la plaza Cairu, a la izquierda está el Monumento a la Ciudad del Salvador, fuente que marca el antiguo local del edificio del mercado.

Inaugurado en 1912, el Mercado Modelo surgió por la necesidad de un centro de abastecimiento en la Ciudad Baja de Salvador. Entre la Aduana y el Largo da Conceição, se constituía en un centro comercial donde era posible adquirir ítemes tan variados como hortalizas, cereales, animales, puro, cachazas y artículos para el Candomblé.
Era servido por la rampa que lleva su nombre, antiguo puerto de los saveiros que atravesaban la bahía de Todos Santos.
En 1969 fue víctima del más violento incendio de su historia, hasta tal punto que se hizo necesaria la demolición del antiguo inmóvil. A partir de 2 de febrero de 1971, pasó a ocupar el edificio de la 3º Aduana de Salvador, una construcción de 1861 en estilo neoclásico, tombada por el Instituto del Patrimonio Histórico y Artístico Nacional (IPHAN). En el local, donde funcionaba el primitivo Mercado, fue erigida una escultura de Mário Cravo Junior.
Un nuevo incendio que le destruyó las instalaciones llevó a una extensa reforma del edificio, en 1984, permitiendo su reinauguración.

### Incendios
El Mercado Modelo vivió por lo menos cinco grandes incendios a lo largo de su historia, a saber:
- 1917 - existen pocas informaciones a su respeto, creyéndose que no haya sido de proporciones catastróficas.
- 1922 - se inició en la madrugada de 7 de enero, habiendo reducido el Mercado a las cavernas (subterráneos), causando más de mil contos de réis de perjuicios.[2] A la época, se registraron rumores de que las causas fueron propositales. Reformado, teniendo su pintura original - amarilla y roja - sido sustituida por verde, ganó el apodo de Tortuga Verde.
- 1943 - se registró en 28 de febrero (un domingo), con la destrucción parcial de sus instalaciones. No fueron identificadas las causas del incendio, habiendo sido recuperado el edificio.
- 1969 - tuvo lugar a 1 de agosto, siendo considerado el más grave de su historia, a punto de impedir la reconstrucción del primitivo inmóvil, cuyos escombros necesitaron ser demolidos visando la seguridad pública.
- 1984 - en 10 de enero, condujo a una extensa reforma, permitiendo su reinauguración el mismo año.

## Referencias culturales

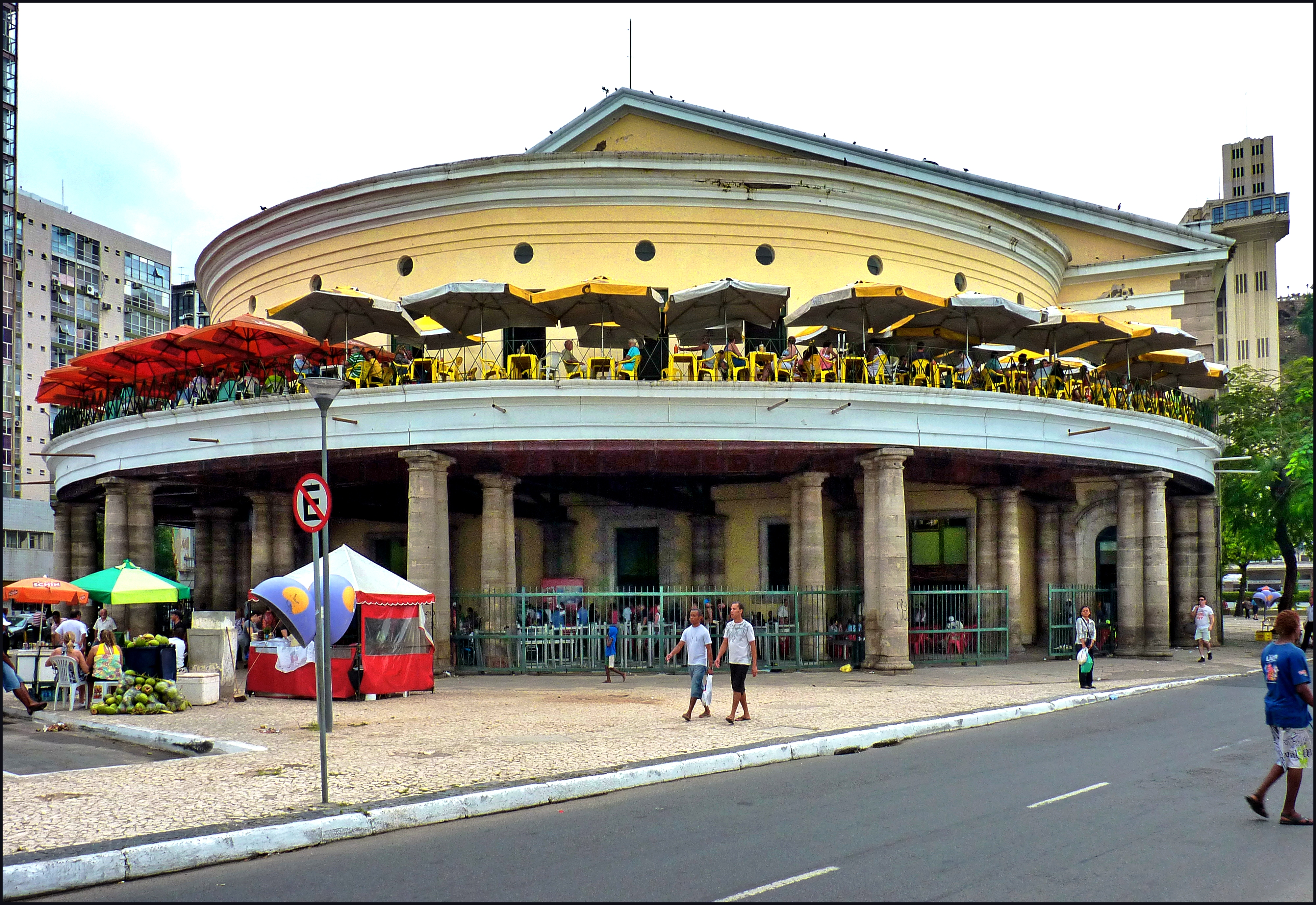
Fondo del mercado, donde están los restaurantes.

### Historia reciente
En 2016, fue informado que el mercado pasa por dificultad financiera. Administrado por la asociación de los permisionarios, ella no tiene cómo ejercer el poder de policía administrativa para combatir el incumplimiento. Por eso, será administrado por el Ayuntamiento de Salvador, por medio de la Secretaría de Orden Pública (Semop), cuyo proceso transitorio está siendo mediado por el Ministerio Público.